# مجلس نواب قبرص
مجلس نواب قبرص (بالإنجليزية: House of Representatives)‏ هو الهيئة التشريعية في قبرص، ويتكون من 59 مقعداً.